# Nowa Igliczyzna
Nowa Igliczyzna – nieoficjalna część wsi Igliczyzna w Polsce położona w województwie kujawsko-pomorskim, w powiecie brodnickim, w gminie Bartniczka.
W latach 1975–1998 miejscowość administracyjnie należała do województwa toruńskiego.
Zobacz też: Igliczyzna

## Demografia
- W roku 1882 57 osób w 3 budynkach
- W roku 1895 88 osób w 5 budynkach
- W roku 1921 74 osób w 4 budynkach